# Bláhnúkur
Bláhnúkur är ett berg i republiken Island. Det ligger i regionen Suðurland, 140 km öster om huvudstaden Reykjavík. Toppen på Bláhnúkur är 945 meter över havet, eller 160 meter över den omgivande terrängen. Bredden vid basen är 0,98 km.
Trakten runt Bláhnúkur är nära nog obefolkad, med mindre än två invånare per kvadratkilometer. Det finns inga samhällen i närheten. Trakten runt Bláhnúkur består i huvudsak av gräsmarker.